# Thelephora gelidioides
Thelephora gelidioides är en svampart som beskrevs av Corner 1968. Thelephora gelidioides ingår i släktet vårtöron och familjen Thelephoraceae.   Inga underarter finns listade i Catalogue of Life.